# Manuela Bravo
Pour les articles homonymes, voir Bravo.
Maria Manuela de Oliveira Moreira Bravo (née le 7 décembre 1957 à Queluz) est une chanteuse portugaise. Elle est la représentante du Portugal au Concours Eurovision de la chanson 1979.

## Biographie
La première fois que Manuela Bravo apparaît au public est à l'âge de 5 ans dans une compétition pour enfants au Cinéma Éden. Son père, Loubet Bravo, est un chanteur de fado de Coimbra.
Elle apparaît dans l'émission Canal 13 et est invitée par Mário Martins à enregistrer pour Valentim de Carvalho. En janvier 1974, elle sort son premier single, avec deux chansons de José Cid, Nova Geração et Another Time, où elle est accompagnée du Quarteto 1111.
En 1975, elle enregistre un nouveau single, cette fois avec des arrangements et des orchestrations de Jorge Palma, les deux compositions, Tínhamos Vinte Anos et Soldado-Escravo, de Tozé Brito.
Elle sort quelques singles en 1977 et collabore avec Paco Bandeira pour le Festival da Canção cette année-là. En 1979, elle remporte le Festival de Canção avec la chanson Sobe, Sobe, Balão Sobe du compositeur Carlos Nóbrega e Sousa, grâce au conseil de la chanteuse Mara Abrantes, et devient représentante du Portugal au Concours Eurovision de la chanson 1979. La chanson finit 9e sur dix-neuf participants. Elle a plusieurs invitations à enregistrer à l'étranger, mais elle refusé, car l'étude du droit est sa priorité. En 1979, elle sort un nouveau single avec les chansons Adeus Amor et Até Quando de Tozé Brito. Elle participe à nouveau au Festival da Canção en 1981 avec Quando A Banda Chegar.
En 1985, elle apparaît avec un nouveau look et un nouveau style. Chez Orfeu, elle sort un single avec des versions portugaises signées Nuno Gomes dos Santos pour les chansons Tango (Rainer Pietsch/Werner Shuler) et Não Sei Porquê (Harry Tschebiner/Werner Shuler) interprétées à l'origine par Ingrid Peters.
En décembre 1995, Soprosom publie l'album A Preto e Branco avec plusieurs chansons de Ricardo Landum et José Felix. A l'époque, elle révèle déjà son intérêt pour l'enregistrement d'un album de fado de Coimbra et un autre de musique évangélique. En 1996, elle enregistre un album de fado de Coimbra, en l'honneur de son père : l'album Intenções est enregistré avec António Brojo et son Quarteto de Guitarras. Elle se retrouve mêlée à une polémique, car on n'accepte pas que ce style soit chanté par des femmes.
Pendant environ 10 mois, en 1999 et 2000, elle joue le rôle de Celeste Rodrigues dans la comédie musicale Amália de Filipe La Féria. En 2002, elle avoue dans une interview avoir l'intention de relancer sa carrière en sortant une compilation à partir de chansons enregistrées au cours de sa carrière, mais restées inédites. Elle avoue aussi qu'elle aimerait être actrice de télévision. À l'été 2002, elle commence à chanter du fado au restaurant typique A Severa. En 2004, elle enregistre la maquette d'un nouvel album (la compilation Este Bravo Que Sou) mais ne trouve pas d'éditeur. En 2005, elle participe au spectacle MUSICATTOS BEST OF BRODWAY, produit par Óscar Romero, où elle interprète le rôle de Grizabella, en chantant 'Memory'.
L'année 2014 est l'année de la commémoration de ses 40 ans de carrière. Contrapalco Convida Manuela Bravo est un spectacle-concert sur scène dans différentes régions du pays, où la chanteuse travaille avec André Faria et Sérgio Pancadas, dans une production de Nellson de Souza et Ricardo Figueira.

## Discographie
Albums
- Manuela Bravo (LP, Vadeca, 1981) VN 4001 Y
- Manuela Bravo: Óculos de Sol (LP, Discossete, 1989) LP-626
- Canções Que Me fazem Feliz (LP, Discossete, 1992)
- Manuela Bravo a Preto e Branco (CD, Soprosom, 1993)
- Intenções: Coimbra - Um Fado Por Condição (CD, MB, 1996)
- Este Bravo Que Sou (CD, Ed. Autor, 2004)

Singles
- Nova Geração / Another Time (Valentim de Carvalho, 1974)
- Tínhamos Vinte Anos / Soldado-Escravo (Valentim de Carvalho, 1975) Decca – SPN 180 G
- Canta Comigo / Fecha Os Teus Olhos e Recordemos (Sentry-Vox, 1977) S-A-5001
- Marcas do Que Se Foi / Eras Tu (Sentry-Vox) S-A-5006
- Sobe Sobe Balão Sobe / Meu Tempo Novo de Viver (Vadeca, 1979) VN 45-2000
- Adeus Amor / Até Quando (Vadeca, 1979) VDC 2002
- Danças E Cantares / Para Ti Amor (Vadeca)
- Recordações / Estranha Forma de Amor (Vadeca, 1980) VDC 2014
- Tu E só Tu / Por Uma Vez (Vadeca, 1981) 2015 ES - 2035
- Mulher Só / Uma História Para Contar (Vadeca, 1981) VN 2034-ES
- Quando A Banda Chegar / Adeus Que Te Vou Deixar (Vadeca, 1981) VDC 2036
- Danças e Cantares / Para Ti, Amor (Vadeca, 1982) VN 205.-ES
- Tango / Não Sei Porquê (Orfeu, 1985) SINP 33
- O Meu Herói / Quero (Materfonis, 1986)  DMSG-026
- Passou Tanto Tempo / Sonhos Para Dar E Vender (Discossete, 1987) DGS-480
- Óculos de Sol / Pode Acontecer (Discossete, 1989) DSG-626